# عمیق‌تر و عمیق‌تر (فیلم)
«عمیق‌تر و عمیق‌تر» (انگلیسی: Deeper and Deeper) یک فیلم است که در سال ۲۰۱۰ منتشر شد.